# Осада Мекки (683)
Осада Мекки в 683 году войсками Омейядского халифата во время Второй фитны.

## Предыстория
После того как Язид I занял престол Омейядского халифата, наместник халифов в Хиджазе Абдуллах ибн аз-Зубайр вместе с Хусейном ибн Али отказался присягнуть ему на верность. Восставшие сделали Мекку центром борьбы против Омейядов. После смерти Хусейна Абдуллах открыто выступил против халифа, после чего жители Мекки и Медины, а затем всего Хиджаза присягнули ему на верность. Для подавления Абдуллаха в 683 году в Хиджаз было выслано войско под предводительством Хусейна ибн Нумайра ас-Сакуни.

## Ход событий
24 сентября 683 года армия Омейядов под предводительством Хусейна ибн Нумайра ас-Сакуни начала осаду Мекки. Осада продолжалась 64 дня и сопровождалась обстрелом города из метательных машин. Метательные машины были расположены на холмах вокруг Мекки и метали огненные и каменные снаряды по городу. В ходе одного из обстрелов загорелась одна из мусульманских святынь Кааба. После того как 26 ноября осаждавшие войска получили весть о смерти халифа Язида I, осада была снята. Хусейн ибн Нумайр ас-Сакуни предлагал Абдуллаху ибн аз-Зубайру двинуться вместе с ним в Сирию и занять трон халифа, но тот отказался от этого предложения. Отступление войск Омейядов дало необходимую передышку самопровозглашенному халифу Мекки, Абдулажу ибн аз-Зубайру. Он начал восстанавливать святую мечеть аль-Харам и ущерб причинённый армией Омейядов.

## Последствия
После того как пришло известие о смерти халифа Язида, армия халифа отступила в направлении Сирии, и власть в этом регионе перешла к Ибн аз-Зубайру. Его правление признали Йемен, Басра, Куфа, Хорасан и другие провинции Омейядского халифата. Под контролем Омейядов остались лишь Сирия и часть Египта.